# Oberanven
Oberanven (Luxemburgs: Ueweraanwen) is een plaats in de gemeente Niederanven en het kanton Luxemburg in Luxemburg.
Oberanven telt 670 inwoners (2001).